# 磐井之乱
磐井之乱，是527年发生在九州筑紫三井郡（現福岡縣小郡市），筑紫君磐井反继体天皇叛变。因反对出兵新罗引起，后被物部麁鹿火平定。此事在《日本書紀》与《古事記》也有提及。
根據《日本書紀》記載，磐井是筑紫國的豪族，官拜筑紫國造，其勢力為北九州地區，控制著日本通往朝鮮半島的海上要道。527年6月，由於新羅攻佔了日本在朝鮮半島的據點南加羅和喙己吞，為了奪回此地，繼體天皇派近江毛野率六萬人前往任那。新羅為了阻止日本的發兵，遣使賄賂磐井。而磐井亦欲擁兵自立，遂接受了新羅的請求，對火國（肥前國、肥後國）、豐國（豐前國、豐後國）兩地施以懷柔政策，將這些地區置於自己統治之下。同時發兵阻止朝廷軍，封鎖了通往朝鮮半島的海路並扣押了朝鮮半島前往日本的所有船隻。
同年八月，繼體天皇任命物部麁鹿火為將軍，前往筑紫國，征討磐井。528年11月，磐井率軍與朝廷軍在筑紫國三井郡展開激戰，磐井軍大敗，叛亂被鎮壓。
根據《日本書紀》的記載，磐井在這場戰鬥後被物部麁鹿火所斬殺。而《筑後國風土記》的逸文則異於日本書紀，稱磐井逃往豐前國的上膳縣，不久在山中死去。
磐井之子筑紫葛子（筑紫君葛子）將糟屋（今福岡縣糟屋郡）的屯倉獻給朝廷，因此得免株連死罪。
磐井的墳墓為岩戶山古墳，位於今福岡縣八女市，為北九州地區最大的古墳。根據《筑後國風土記》逸文的記載，此墳為磐井生前所建造。由古墳的規模之大堪比畿內王墳，可以推斷出當時筑紫國造的勢力是非常強盛的。

一些學者認為磐井很大可能是曾經隨著大和王權崛起而臣服於其的土著勢力君侯，因大和王權強權削藩而決心反抗。他的覆滅象徵著日本從早期分權國家向中央集權國家的轉型。
1. ↑   . コトバンク.   [2024-11-01] （日语）.